# 2019年神戸市議会議員選挙
2019年神戸市議会議員選挙（2019ねんこうべしぎかいぎいんせんきょ）は、神戸市の議決機関である神戸市会を構成する議員を全面改選するために行われる選挙で、第19回統一地方選挙の前半戦投票日である4月7日に投票が行われた。

## 概要
市議会議員の任期4年が満了したことに伴って実施された。9選挙区69議席に対して77名が立候補した。
なお、本選挙で選出される市議会議員の任期は通常の4年間ではなく、1ヶ月あまりが短縮された2019年6月11日から2023年4月29日までとなった。これは、第13回統一地方選挙（1995年）の直前に阪神・淡路大震災が発生して同年の選挙が延期されたが、翌第14回以降は選挙日程が統一地方選挙に合わされるようになったため、選挙日程と任期に2ヶ月のズレが生じるようになっており、そのズレを是正するためのものである。

## 基礎データ
- 選挙事由：任期満了
- 告示日：2019年3月29日
- 投票日：2019年4月7日
- 議員定数：69人
- 選挙区：9選挙区
- 候補者数：96人

## 当選した議員
自民党 
 公明党 
 共産党 
 兵庫維新の会 
 国民民主党   立憲民主党 
 新社会党 
 神戸志民党   無所属 
| 東灘区 | 大野陽平   | 北川道夫   | 辻康裕   | 上畠寛弘   | 安井俊彦   |
| 東灘区 | 外海開三   | 西理       | 浦上忠文 | 松本則子   | 矢野浩慈   |
| 灘区   | 吉田健吾   | 諫山大介   | 高瀬勝也 | 川口賢     | 味口俊之   |
| 灘区   | 小林るみ子 |            |          |            |            |
| 中央区 | 三木慎二郎 | 河南忠一   | 沖久正留 | 岡村正之   | 粟原富夫   |
| 中央区 | 横畑和幸   |            |          |            |            |
| 兵庫区 | 菅野吉記   | 大瓦鈴子   | 守屋隆司 | 平野達司   | 村上立真   |
| 北区   | 五島大亮   | 伊藤めぐみ | 坊恭寿   | 徳山敏子   | 堂下豊史   |
| 北区   | 山本憲和   | 植中雅子   | 朝倉越子 | 池田林太郎 | 上原みなみ |
| 長田区 | 軒原順子   | 平井真千子 | 森本真   | 長澤淳一   |            |
| 須磨区 | 門田まゆみ | 崎元祐治   | 住本一礼 | 村野誠一   | 山本純二   |
| 須磨区 | 松本周二   | 安達和彦   |          |            |            |
| 垂水区 | 川内清尚   | 岡田裕二   | 大澤和士 | 壬生潤     | 佐藤町子   |
| 垂水区 | 平野章三   | 田靡剛     | 今井正子 | 白國高太郎 | 高橋秀典   |
| 西区   | 黒田武志   | 山口由美   | 高橋稔枝 | 加地幸夫   | 吉田謙治   |
| 西区   | 山下展成   | 藤本浩二   | 坊池正   | 香川真二   | 前島浩一   |
| 西区   | 林政人     |            |          |            |            |

### 繰り上げ当選
| 年     | 月  | 選挙区 | 当選者   | 当選政党   | 欠員     | 欠員政党   | 欠員事由 |
| ------ | --- | ------ | -------- | ---------- | -------- | ---------- | -------- |
| 2019年 | 6月 | 須磨区 | 大井敏弘 | 国民民主党 | 崎元祐治 | 立憲民主党 | 死去     |